# Comitê Organizador dos Jogos Olímpicos e Paralímpicos de Londres
O Comitê Organizador dos Jogos Olímpicos e Paralímpicos de Londres (LOCOG, sigla para o nome em inglês London Organising Committee of the Olympic and Paralympic Games) é a instituição britânica ligada ao Associação Olímpica Britânica (BOA), responsável pela organização e realização dos Jogos Olímpicos de Verão de 2012, em Londres.

## Membros
Os membros do Comitê são:
- Sebastian Coe - presidente
- Sir Keith Mills - vice-presidente
- Ana, Princesa Real
- Charles Allen CBE
- Dr Muhammad Abdul Bari MBE
- Sir Philip Craven MBE
- Paul Deighton - diretor executivo
- Jonathan Edwards CBE
- Tony Hall CBE
- Andrew Hunt
- Justin King CBE
- Stephen Lovegrove
- Baron Moynihan
- Tim Reddish OBE
- Sir Craig Reedie CBE
- Martin Stewart
- Sir Robin Wales
- Neil Wood MBE